# Grillo (Rebsorte)
Die Weißweinsorte Grillo stammt aus Italien und wird heute vorwiegend auf Sizilien angebaut. Sie soll aus der Region Apulien stammen und ist erst nach der Reblaus-Katastrophe Ende des 19. Jahrhunderts nach Sizilien gekommen, wo sie zuerst im berühmten Dessertwein Marsala eingesetzt wurde.
Heute ist sie in allen Provinzen Siziliens empfohlen und auf dem italienischen Festland in der Provinz Brindisi zugelassen. Grillo erbringt blassgelbe Weine, die alkohol- und extraktreich sind. Sie verfügen überdies über einen leichten Gerbstoffgehalt. In der Regel werden die Weine im Verschnitt mit Catarratto Bianco comune, Catarratto Bianco lucido und Inzolia verwendet.
Die bestockte Rebfläche mit Grillo betrug 2016 in Italien ca. 7.383 Hektar (davon 7365 ha in Sizilien).

## Abstammung
Eine im Jahr 2010 veröffentlichte Studie legt den Schluss nah, dass Grillo aus einer natürlichen Kreuzung der Sorten Muscat d’Alexandrie × Catarratto Bianco entstanden ist. Bereits vorher wurde bekannt, dass die beiden Sorten Catarratto Bianco comune und Catarratto Bianco lucido genetisch identisch und aus heutiger Sicht lediglich Klone der gleichen Rebsorte sind.

## Ampelographische Sortenmerkmale
In der Ampelographie wird der Habitus folgendermaßen beschrieben:
- Die Triebspitze ist offen. Sie ist weißwollig behaart. Die Triebspitze ist weißlich-grün gefärbt. Die Jungblätter sind spinnwebig  behaart und von hellgrüner Farbe.
- Die mittelgroßen, fünfeckigen Blätter sind  fünflappig und kaum gebuchtet. Die Stielbucht ist lyren-förmig offen. Das Blatt ist stumpf gezahnt. Die Zähne sind im Vergleich zu anderen Sorten eng gesetzt.
- Die walzenförmige Traube ist mittelgroß und lockerbeerig. Die rundlichen Beeren sind mittelgroß bis groß und von goldgelber Farbe. Der Geschmack der Beeren ist neutral, aber süßlich. Die Beerenhaut ist dickwandig.

Die wuchskräftige Rebsorte reift ca. 30  Tage nach dem Gutedel und gilt somit als spät reifend. Die Erträge sind meist hoch, so dass durch eine gezielte Reberziehung eine Ertragsminderung durchgeführt werden muss, um gute Weinqualitäten zu erzielen. Grillo ist eine Varietät der Edlen Weinrebe (Vitis vinifera). Sie besitzt zwittrige Blüten und ist somit selbstfruchtend. Beim Weinbau wird der ökonomische Nachteil vermieden, keinen Ertrag liefernde, männliche Pflanzen anbauen zu müssen.